# Forum Suarium
El forum suarium (en español: mercado de cerdos) fue el mercado de carne de cerdo en el forum venalium a principios de la antigua Roma durante el Imperio, se menciona por primera vez en dos inscripciones de alrededor del año 200 d. C.. Este mercado estaba cerca de los cuarteles de las cohortes urbanae en la parte norte del Campus Martius, probablemente cerca de la actual Via di Propaganda, y su administración estaba en manos del prefecto o de uno de sus oficiales.

## Ubicación
Su función como gran mercado de carne y el espacio necesario para esta actividad relegaron el establecimiento del foro a las afueras de la ciudad, detrás de la castra urbana, en la parte norte del Campo de Marte, en la Regio VII Via Lata augusta,· no lejos de la actual Piazza Santi Apostoli.

## Función

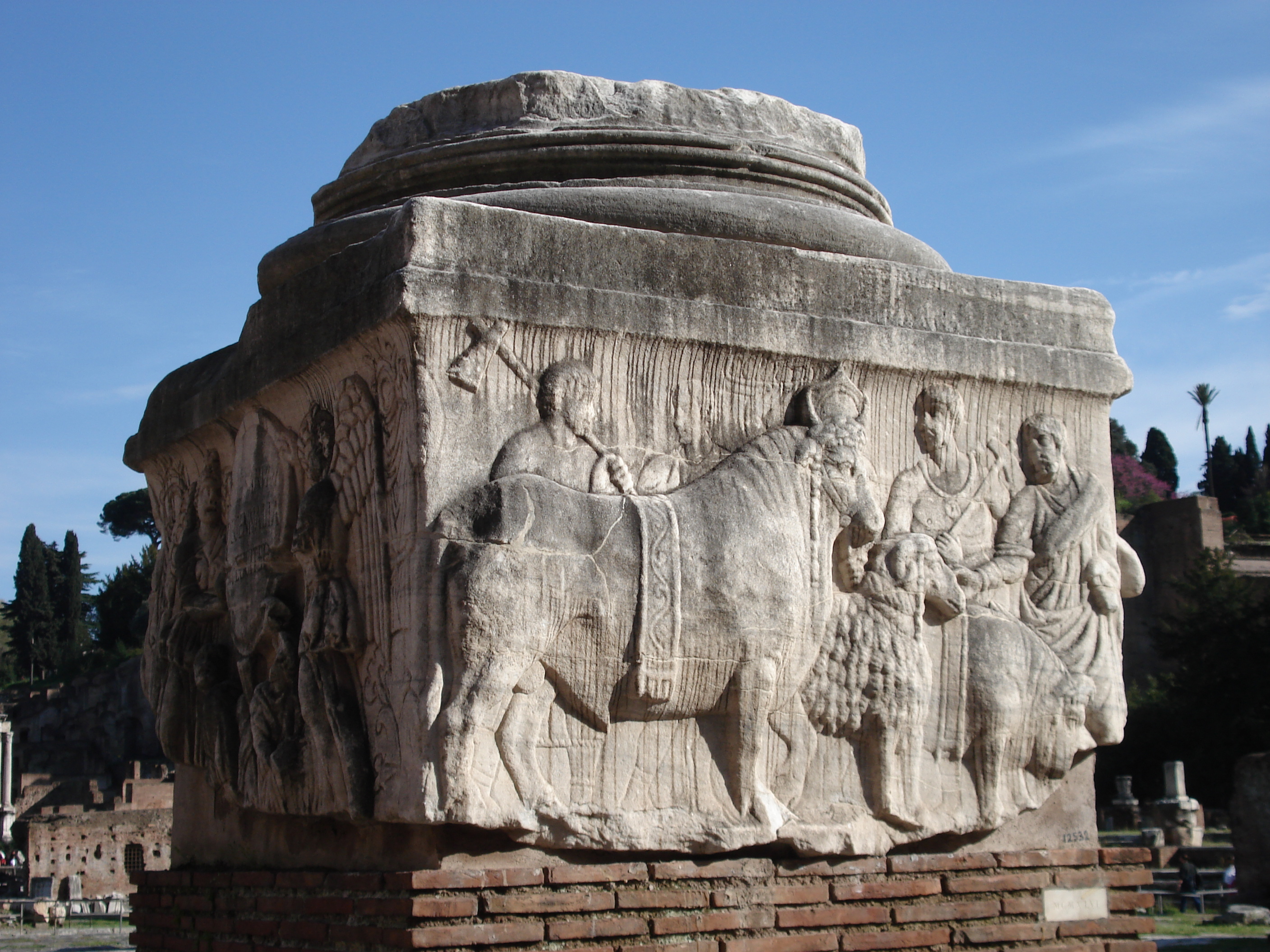
Escena del sacrificio de animales (suovetaurile), columna decenal construida por Constancio Cloro y Galerio, 303 d. C.

El forum suarium era un mercado famoso en la Roma Imperial por la cantidad de carne de porcino y vacuno que allí se vendía, al igual que el Campus Pecuarius.  La presencia del mercado se transmitió gracias a dos inscripciones fechadas a principios del siglo II y documentos posteriores. La plaza también parece usarse para subastas (actores de Foro Suario). En principio, la administración del lugar se confía al prefecto de la Ciudad o a uno de sus subordinados, como un tribuno de las cohortes urbanas, que se encargan de regular los precios de venta de la carne. La importancia del mercado creció y alcanzó su punto máximo en el siglo IV.